# Enriqueta Basilio

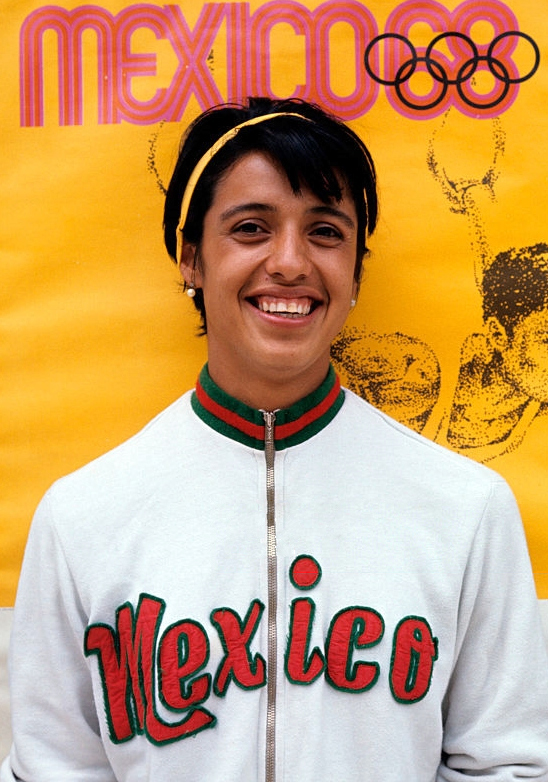
Enriqueta Basilio

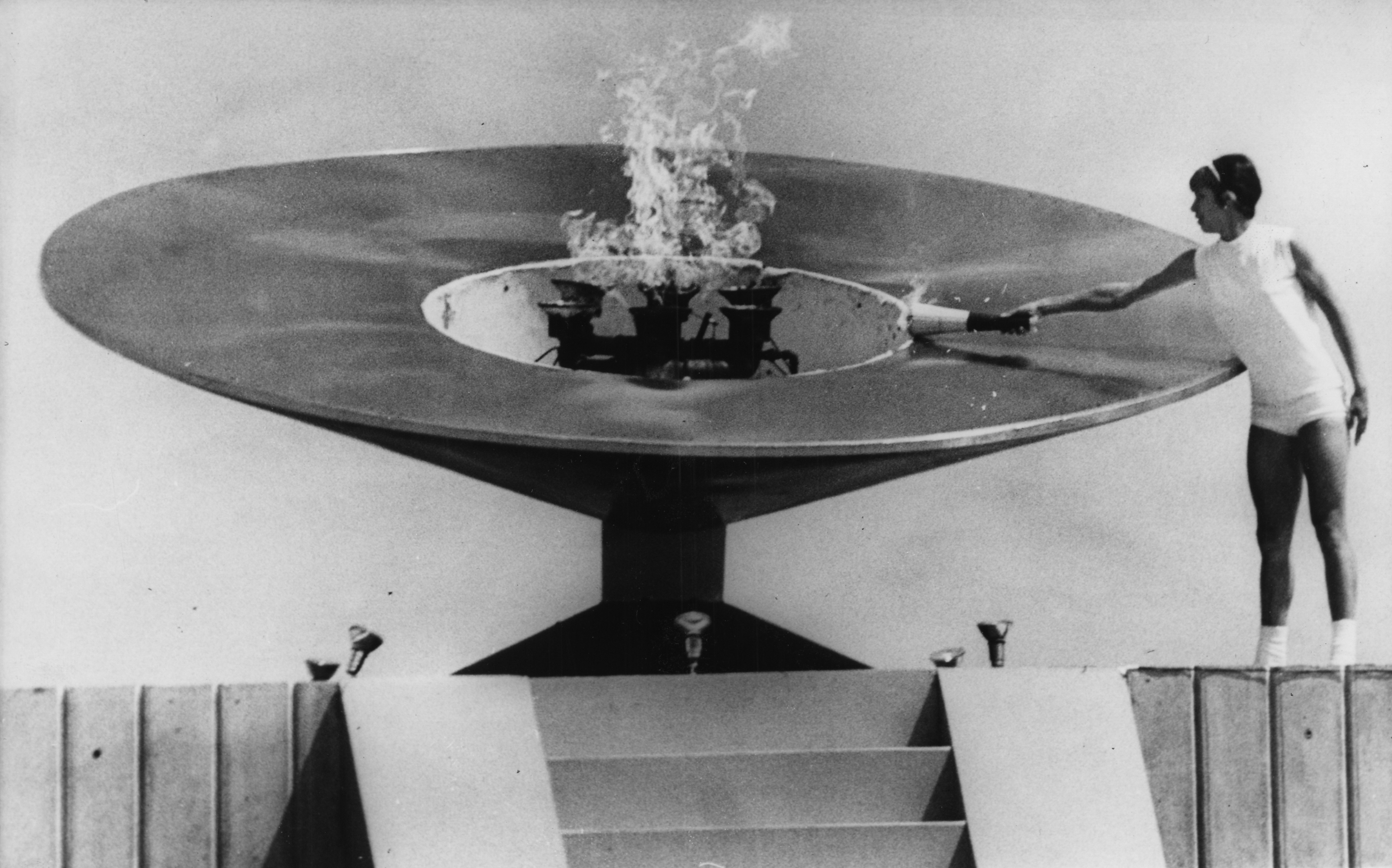
Enriqueta Basilio entzündet 1968 als erste Frau das olympische Feuer.

Norma Enriqueta Basilio Sotelo (* 15. Juli 1948 in Mexicali; † 26. Oktober 2019) war eine mexikanische Leichtathletin. Sie entzündete bei den Olympischen Spielen 1968 in Mexiko-Stadt das olympische Feuer während der Eröffnungsfeier. Sie war die erste Frau in der olympischen Geschichte, der diese Ehre zuteilwurde.
Bei den Panamerikanischen Spielen 1967 in Winnipeg erreichte Eriqueta Basilio den siebten Platz über die 80 Meter Hürden.
Sie startete in drei Wettbewerben bei ihren Heimspielen. Im Hürdensprint belegte sie mit 11,2 s den sechsten Platz in ihrem Vorlauf und verpasste damit die Qualifikation für die nächste Runde. Über die 400 Meter schied sie mit 55,47 s, die für Rang fünf in ihrem Lauf reichten, ebenfalls in der ersten Runde aus. Gemeinsam mit Alma Rosa Martínez, Mercedes Román und Esperanza Girón trat sie als 100-Meter-Staffel an. Mit 47,09 s belegten sie den siebten Platz in ihrem Vorlauf.
Nach ihrer sportlichen Karriere engagierte sich Enriqueta Basilio in der Politik und übernahm für die Partido Revolucionario Institucional politische Stellungen. Im Vorfeld der Olympischen Spiele 2004 in Athen trug sie das olympische Feuer während des Fackellaufs.